# Prdelačka
Prdelačka, také bouřka, (černá) zabijačková polévka je tradiční české jídlo vařené při zabijačce. Základem polévky je silný vývar připravovaný po celou dobu zabijačky (ve kterém se vařil ovar a další komponenty poraženého prasete), ten se může používat i do jiných polévek (světlé zabijačkové, tzv. ovarové polévky). Do tohoto vývaru (ovšem existují zjednodušené recepty bez vývaru) se potom přidává vepřová krev, kroupy, cibulky a ochucuje se česnekem, solí, pepřem a majoránkou.
Polévky se složkou krve tvořící typickou temnou až černou barvu jsou známé jak z hluboké historie (černá polévka vařená ve Spartě), tak po světě, např. filipínská vepřová dinuguan nebo polská kachní czernina.

## Původ slova
Dle jazykové poradny ÚJČ vzniklo slovo prdelačka pravděpodobně žertovným zkomolením (zvulgarizováním) výrazu trdelačka, jinak též trdelnice (zkomoleno též na prdelnice), trdlovka, trdelná/trdlová polévka apod. Heslo trdelnice uvádí např. Slovník spisovného jazyka českého nebo Kottův slovník.
Podle jiného výkladu souvisí název s tím, že se v polévce vařil ocásek s trojúhelníčkem masa vykrojeného u kořene ocasu, v okolí řitě nebo se závěrečnou úpravou, kdy se v polévce vařila jelita, plněná do řitních (prdelových) střev (přičemž nejstarší doklady slova „prdel“ nenesou vulgární význam, jednalo se o běžné označení hýždí).